# Mendigo con perros

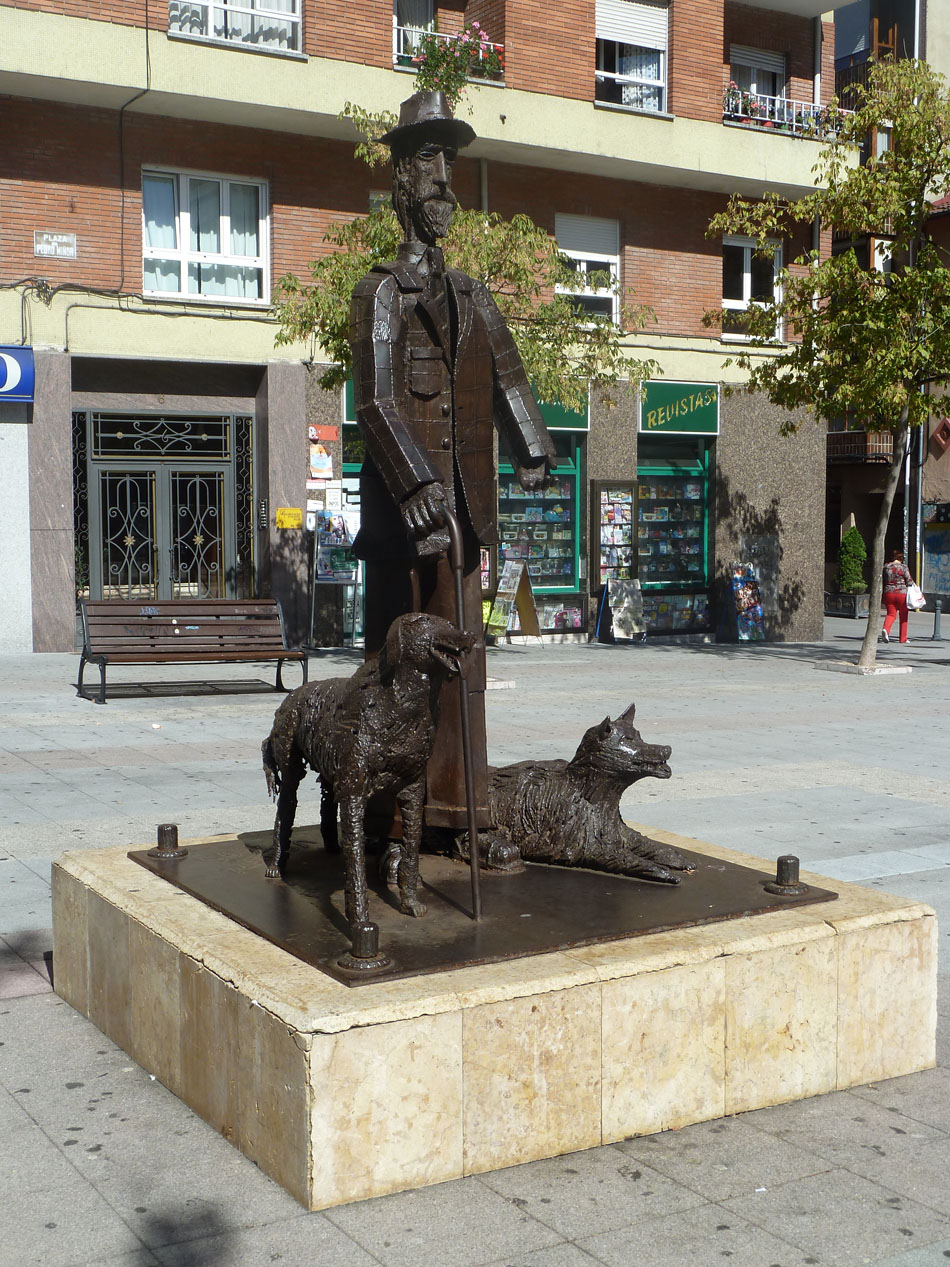
Mendigo con perros.

La escultura urbana conocida como Mendigo con perros, ubicada en la plaza Pedro Miñor, en la ciudad de Oviedo, Principado de Asturias, España, es una de las más de un centenar que adornan las calles de la mencionada ciudad española.
El paisaje urbano de esta ciudad se ve adornado por obras escultóricas, generalmente monumentos conmemorativos dedicados a personajes de especial relevancia en un primer momento, y más puramente artísticas desde finales del siglo XX.
La escultura, hecha en hierro, es obra de Rafael Rodríguez Urrusti, y está datada en 1995. Está sobre un amplio pedestal de piedra, representa a un viejo mendigo (que apoya su mano derecha en un bastón mientras la otra mano la utiliza para mendigar) ataviado con una vieja y roída chaqueta americana y unos pantalones con rodilleras, pese a lo cual lleva corbata y arrugado sombrero; el cual está acompañado por dos perros Rufo y su compañero, los cuales eran unos canes muy populares en la ciudad de Oviedo en los años ochenta del siglo XIX.